# Défense de l'Occident
Défense de l'Occident est un périodique politique français d'extrême droite créé à Paris en décembre 1952 par Maurice Bardèche et arrêté en 1982. Destinée à diffuser les idées fascistes de son auteur, Défense de l'Occident fut l'une des principales revues nationalistes en France.

## Historique
Le titre de cette publication fait écho à l'essai éponyme d'Henri Massis paru en 1927. Considérée comme « la plus importante revue de l'extrême droite française de l'après-guerre » selon Jean-Yves Camus et René Monzat, la revue hésite entre plusieurs tendances : ultra-idéologique de 1952 à 1960, elle a davantage de prétentions intellectuelles entre 1960 et 1962, quand elle accueille des écrivains comme Lucien Rebatet et Michel Déon. Elle se repolitise de 1962 à 1967 sous l’influence de Jean Mabire, de François d'Orcival, de François Duprat, qui sera cofondateur du Front national, et de Pascal Gauchon, qui sera fondateur du Parti des forces nouvelles avant de faire carrière dans l'édition.
Un temps organe de presse du Mouvement social européen, Défense de l'Occident est l'un des promoteurs du négationnisme et de l'antisionisme en France.
Victime de la concurrence de la Nouvelle Droite et du Front national, le journal présente une ligne politique qui se brouille de plus en plus. Maurice Bardèche en arrête la diffusion en 1982.